# Phetsoupahne Xaisomboun
Phetsoupahne Xaisomboun (ur. 3 września 1998) – laotański zapaśnik walczący w stylu wolnym. Brązowy medalista igrzysk Azji Południowo-Wschodniej w 2019 roku.